# Alberto Galindo Tixaire
Alberto Galindo Tixaire, (Zaidín, província d'Osca, 23 de desembre de 1934) és un físic teòric aragonès pioner de la física teòrica a Espanya. Ha contribuït a la modernització de l'ensenyament de la Física a Espanya. Cofundador del Grup Interuniversitari de Física Teòrica (GIFT). Té unes 160 publicacions a revistes internacionals i nacionals, i és autor o coautor d'uns 20 llibres. És Catedràtic Emèrit de la Universitat Complutense de Madrid i Acadèmic Numerari de la Reial Acadèmia Nacional de Medicina.

## Estudis
Finalitza el Batxillerat a l'Institut Ramón y Cajal d'Osca el 1952, per anar a estudiar Ciències Exactes a la Universitat de Saragossa on obté el Premi Casañal els anys 1955 i 1956; es llicencià el 1957 obtenint el Premi Extraordinari de Llicenciatura i Nacional Fi de Carrera.
Comença el seu període d'especialització com a Becari, col·laborador i investigador de la Junta d'Energia Nuclear de 1957 a 1963. Es doctora en Ciències Físiques el 1960 per la Universitat Complutense de Madrid. Fou membre temporal de l'actual Institut Courant de Ciències Matemàtiques de la New York University de 1961 a 1962, becat per la International Atomic Energy Agency (Viena), per investigar sota la direcció de Kurt Friedrichs. Finalment és Investigador en la Division Théorique de l'Organització Europea per a la Recerca Nuclear (CERN) a Ginebra de 1962 a 1964.

## Ensenyament
És Catedràtic de física matemàtica en la Universitat de Saragossa de 1963 a 1967, per posteriorment ser Catedràtic de física teòrica en la Universitat Complutense de Madrid fins a l'any 2005. En aquesta universitat és cofundador el 1968 i primer Director del Grup Interuniversitari de Física Teòrica.
Va dirigir la tesi doctoral del físic teòric Francisco José Ynduráin Muñoz a la mort del qual va escriure sobre la seva obra.
És Membre del primer Scientific Council de l'Erwin Schrödinger International Institute of Mathematical Physics a Viena de 1991 a 1993. Des del 2005 és Catedràtic Emèrit de la Universitat Complutense de Madrid. Des del 2007 és Professor Membre del Col·legi Lliure d'Emèrits, i des del 2009 Assessor de Formació Científica del CIEMAT.

### Grup Interuniversitari de Física Teòrica (GIFT)
Aquest grup de recerca de física teòrica que cofundà Alberto Galindo va suposar un instrument fonamental per a l'impuls i la docència de la física a Espanya aconseguint duplicar el nombre de doctors i llicenciats formats en Física Teòrica. El desenlance per a la seva constitució va ser l'Escola Internacional de Física organitzada per la CERN celebrada al maig de 1968 en L'Escorial.
Sorgeix al setembre de 1968 de la mà d'un grup de catedràtics de física que es van conèixer des de la seva formació en la Junta d'Energia Nuclear (Ángel Morales Villasevil, Rafael Nuñez-Lagos i Pere Pascual i de Sans). Tots ells van participar en la Primera Reunió de Física Quàntica organitzada per Galindo el 1965 en la Universitat Internacional Menéndez Pelayo. Igual que en el Curs per a Postgraus Introducció a la Física de Partícules Elementals celebrat aquest mateix any per Galindo i Pere Pascual i de Sans.
Especial relació va tenir amb Pere Pascual i de Sans, que es van conèixer com a investigadors sènior en la Junta d'Energia Nuclear i es van presentar conjuntament a les càtedres de Saragossa i València el 1963. Relació que es va mantenir durant tota la seva vida professional, escrivint conjuntament el llibre Mecánica cuántica i rebent conjuntament el 1986 el Premi Nacional d'Investigació Santiago Ramón y Cajal.

## Aportació
Ha investigat en els camps de coneixement d'anàlisi funcional, Teoria de grups, mecànica quàntica, Teoria de camps quàntics, Física de partícules, Equacions d'evolució no lineals, i computació quàntica.
Té una producció científica de més 160 publicacions en revistes internacionals i nacionals, així com en capítols solts de llibres i memòries. És autor o coautor d'uns 20 llibres de text, notes de classe, monografies científiques, i altres publicacions.
En l'àmbit de la divulgació científica, ha publicat uns 30 estudis crítics sobre personalitats científiques, novetats literàries en el camp de la ciència, i temes científics, així com alguns pròlegs a llibres de la ciència universal, i diverses anàlisis de temes d'interès en la història de la ciència espanyola. Ha participat assíduament en cicles de conferències amb uns 150 títols diferents.
Com a docent, ha contribuït a la modernització de l'ensenyament de la Física a Espanya. Tant en el camp de la Mecànica Quàntica, com en la inclusió de les assignatura: Teoria Clàssica de Campos, Teoria Quàntica de Campos, Partícules Elementals, Gravitació i Cosmologia, Mètodes Matemàtics de la Física, Estructura de l'Espai-Temps, Informació i Computació Quàntiques.

## Reconeixement

### Acadèmies
- Reial Acadèmia de Ciències Exactes, Físiques i Naturals. De 1959-1977 és Acadèmic Corresponent, de 1977-1980 és Acadèmic Numerari Electe, i des de 1980 és Acadèmic Numerari. De 2005 a 2009 i de nou des de 2012 és President.
- Reial Acadèmia Nacional de Medicina. En el 2010 és Acadèmic Electe i en el 2011 és Acadèmic Numerari.
- Acadèmia Europea de les Ciències i les Arts. Des de 1995 és Membre.

### Premis
- 1970. Medalla de Física de la Reial Societat Espanyola de Física i Química
- 1977. Premi Nacional de Recerca en Física
- 1985. Premi Nacional d'Investigació Santiago Ramón y Cajal
- 1988. Descobriment a Sena de la placa “Grup Escolar Alberto Galindo”
- 1988. Nomenament d'Aragonès de mèrit en Ciències, per la Federació de Casas i Centres Aragonesos d'Espanya
- 1991. Premi Aragó a la Recerca Científic−Tècnica
- 1995. Premi La Golondriz a l'Humor Intel·ligent en Física
- 2005. Medalla CIEMAT al Mèrit Científic
- 2007. Descobriment a Zaidín de la placa “Parc Infantil Alberto Galindo”

## Publicacions
- Mecánica Cuántica (Madrid: Alhambra, 1978).
- Soluciones Exactas en Relatividad General. Colapso Gravitacional y Agujeros Negros (Madrid: Universidad Complutense de Madrid, 1983).
- Espacios de Hilbert (Madrid: Simon and Eudema 1988).
- Mecánica Cuántica I, II (Madrid: Eudema, 1989).
- Problemas de Mecánica Cuántica (Madrid: Eudema, 1989).
- Métodos de Cálculo (Madrid: McGraw-Hill, 1990).
- Quantum Mechanics I, II (Berlín: Springer Verlag, 1991).
- Física y Química 1 (Madrid: McGraw-Hill, 1995).
- Física 2 (Madrid: McGraw-Hill, 1998).